# Thomas Hill Williams
Thomas Hill Williams, född 1780 i North Carolina, död 1840 i Robertson County, Tennessee, var en amerikansk politiker. Han representerade delstaten Mississippi i USA:s senat 1817-1829.
Williams studerade juridik och arbetade som advokat i Mississippiterritoriet.
Mississippi blev 1817 delstat och demokrat-republikanerna Williams och Walter Leake valdes till de två första senatorerna. Williams omvaldes sex år senare till en andra mandatperiod i senaten. Han efterträddes som senator av Thomas Buck Reed.